# Atallo
Atallo (Atallu en euskera y de forma oficial) es una localidad española  de la Comunidad Foral de Navarra perteneciente al municipio de Araiz y al concejo de Arriba-Atallo. 
Está situado en la Merindad de Pamplona, en la comarca de Norte de Aralar,  y a 44,5 km de la capital de la comunidad, Pamplona. Su  población en 2014 fue de 121 habitantes (INE).

## Geografía física

### Situación
La localidad de Atallo está situada en la parte norocidental del municipio de Araiz a una altitud de 224 m s. n. m. Su término tenía limita al norte con Areso y Oreja; al este con Huici (Larráun); al sur con Arriba y al oeste con Azcárate.
|                 | Norte: Areso y Oreja |                       |
| Oeste: Azcárate |                      | Este: Huici (Larráun) |
|                 | Sur: Arriba          |                       |

## Demografía

### Evolución de la población
| Gráfica de evolución demográfica de Atallo entre 2000 y 2010 |
|                                                              |
| Datos según el nomenclátor publicado por el INE.             |